# Eddie Albert
Eddie Albert (właśc. Edward Albert Heimberger; ur. 22 kwietnia 1906 w Rock Island, zm. 26 maja 2005 w Los Angeles) – amerykański aktor filmowy, teatralny i telewizyjny oraz piosenkarz i działacz humanitarny. Dwukrotnie nominowany do Oscara za drugoplanowe role w filmach Rzymskie wakacje (1953) i Kid złamane serce (1972).
8 lutego 1960 otrzymał własną gwiazdę w Alei Gwiazd w Los Angeles znajdującą się przy 6441 Hollywood Boulevard.

## Życiorys
Urodził się jako Edward Albert Heimberger w Rock Island w Illinois, jako syn Franka Daniela Heimbergera, pośrednika w handlu nieruchomościami oraz Julii Jones. Gdy miał kilka miesięcy, jego rodzina przeniosła się do Minneapolis w stanie Minnesota, gdzie później uczęszczał do szkoły parafialnej, a następnie do Central High School (1924). Wstąpił na Uniwersytet Minnesoty, gdzie specjalizował się w biznesie i awansował na menedżera w miejscowym teatrze. Młody Eddie opuścił szkołę bez ukończenia studiów i pracował w szeregu dorywczych prac, zanim dołączył do śpiewającego trio, które pojawiło się w lokalnej stacji radiowej. Zmęczony słuchaniem, jak jego nazwisko bywało zniekształcane jako „hamburger”, zmienił je na Eddie Albert, a po pomyślnym przesłuchaniu w studiu NBC przeniósł się do Nowego Jorku z partnerką Grace Bradt, aby zagrać w The Honeymooners – Grace and Eddie, porannym programie radiowym, który był emitowany codziennie przez 3 kolejne lata. Bawił się także letnimi zapasami, a po krótkim występie w sztuce na Broadwayu zatytułowanej Evening Star zrobił sobie większą przerwę, kiedy został obsadzony w roli Binga Edwardsa w sztuce Brother Rat w 1936.

## Życie prywatne
Jego żoną była meksykańska aktorka i tancerka występująca pod pseudonimem Margo. Byli małżeństwem od 1945 do jej śmierci w 1985. Mieli jedynego syna Edwarda (1951–2006), a także adoptowaną córkę Marię. Albert z zawodu wycofał się ostatecznie pod koniec lat 90. W ostatnich latach życia zmagał się z chorobą Alzheimera. Zmarł na zapalenie płuc, mając 99 lat. Został pochowany obok żony na Westwood Village Memorial Park Cemetery w Los Angeles. Jego syn, który również został aktorem, przeżył go tylko o 16 miesięcy; zmarł w 2006 na raka płuca w wieku 55 lat.

## Filmografia

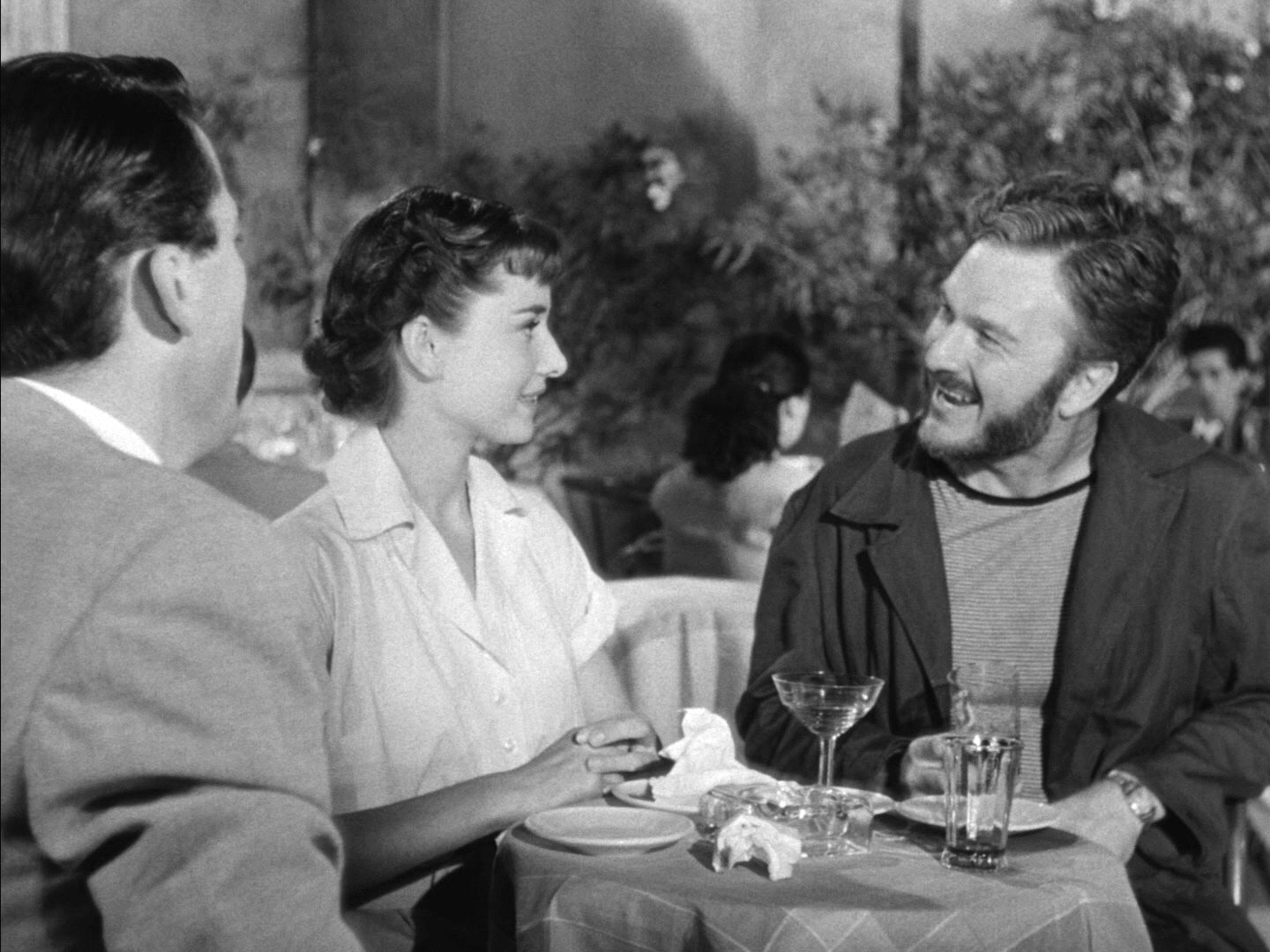
Gregory Peck, Audrey Hepburn i Albert w scenie z filmu Rzymskie wakacje (1953)

- Cyrkowe wozy (1941) jako Matt Varney
- Każda dziewczyna powinna wyjść za mąż (1948) jako Harry Proctor / „Old” Joe
- Spotkajmy się po przedstawieniu (1951) jako Chris Leeds
- Siostra Carrie (1952) jako Charles Drouet
- Rzymskie wakacje (1953) jako Irving Radovich
- Oklahoma! (1955) jako Ali Hakim
- Jutro będę płakać (1955) jako Burt McGuire
- Herbaciarnia „Pod Księżycem” (1956) jako kapitan McLean
- Atak (1956) jako kpt. Erskine Cooney
- Słońce też wschodzi (1957) jako Bill Gorton
- Korzenie niebios (1958) jako Abe Fields
- Ukochany niewierny (1959) jako Bob Carter
- Cud białych rumaków (1963) jako Rider Otto
- Kapitan Newman (1963) jako płk Norval A. Bliss
- Siedem kobiet (1966) jako Charles Pether
- Columbo (1971)
- Kid złamane serce (1972) jako pan Corcoran
- Najdłuższy jard (1974) jako Rudolph Hazen
- Samotny detektyw McQ (1974) jako kpt. Ed Kosterman
- Ucieczka na Górę Czarownic (1975) jako Jason O’Day
- Pigalak (1975) jako Leo Sellers
- Diabelski deszcz (1975) jako dr Sam Richards
- Port lotniczy ’79 (1979) jako Eli Sands
- Jak zmniejszyć wysokie koszty życia (1980) jako Max
- „Goliat” czeka (1981) jako admirał Wiley Sloan
- Piotr i Paweł (1981) jako Porcjusz Festus
- Yes, Giorgio (1982) jako Henry Pollack
- Morderczy demon (1983) jako o. Dietrich
- Ucieczka w sen (1984) jako prezydent
- Centrala (1985) jako Pete Helmes
- Wojna i pamięć (1988–1989; serial TV) jako Breckinridge Long
- Brenda Starr (1989) jako Maloney, szef policji
- Kawał kina (1989) jako M.C.
- Spider-Man (1994–1998) jako stary Adrian Toomes/Vulture (głos)